# برونو بيرنر
برونو برينر، من مواليد 21 نوفمبر 1977، لاعب كرة قدم سويسري.
بدأ مسيرته الكروية مع نادي غراشوبرز زيورخ في عام 1997، ولعب معهم حتى عام 2002، وشارك معهم في 66 مباراة وسجل هدف واحد، وفي عام 2000 أعير إلى نادي ريال أوفيدو الإسباني، ولعب معهم مباراة واحدة وسجل هدف واحد، وفي عام 2002 انتقل إلى نادي فرايبورغ الألماني، ولعب معهم حتى عام 2005، وشارك معهم في 76 مباراة وسجل 3 أهداف، وفي عام 2005 انتقل إلى نادي بازل، ولعب معهم حتى عام 2007، وشارك معهم في 32 مباراة، ومنذ عام 2007 وهو يلعب مع نادي بلاكبيرن روفرز الإنجليزي.
و هو يلعب مع منتخب سويسرا لكرة القدم.

## مسيرته الكروية
لعب برونو بيرنر خلال مسيرته الاحترافية مع 6 أندية في سبعة عشر موسمًا وسجل خلالها 14 هدفًا ضمن 267 مباراة. حيث فاز في موسم واحد بالكأس وفي موسمين بالدوري.
خاض برونو بيرنر مسيرته مع نادي غراسهوبر زيوريخ في موسم 1997–98 في المرة الأولى واستمر معه طيلة ثلاثة مواسم ثم في موسم 2000–01 ولمدة موسمين، مشاركًا طوالها في 71 مباراة سجل خلالها هدفين. ثم انتقل إلى نادي ريال أوفييدو في موسم 1999–00 لمدة موسم واحد، حيث شارك في مباراة سجل خلالها هدفًا واحدًا. لينتقل بعدها إلى نادي فرايبورغ في موسم 2002–03 واستمر معه طيلة ثلاثة مواسم، مشاركًا في 76 مباراة سجل خلالها 3 أهداف. ثم انتقل إلى نادي بازل في موسم 2005–06 ولمدة موسمين، مشاركًا في 32 مباراة ولم يسجل أي هدف. هذا وانتقل لاحقًا إلى نادي بلاكبيرن روفرز في موسم 2006–07 ولمدة موسمين، مشاركًا في 3 مباريات ولم يسجل أي هدف أيضًا. ثم انتقل بعدها إلى نادي ليستر سيتي في موسم 2008–09 ليلعب معه أربعة مواسم، مشاركًا في 84 مباراة سجل خلالها 8 أهداف.

## روابط خارجية
- برونو بيرنر على موقع الاتحاد الدولي (مؤرشف)  (الإنجليزية)
- برونو بيرنر على موقع قاعدة بيانات كرة القدم.إي يو (الإنجليزية)
- برونو بيرنر على موقع ناشيونال فوتبول تيمز (الإنجليزية)
- برونو بيرنر على موقع Soccerbase.com (لاعب) (الإنجليزية)
- برونو بيرنر على موقع عالم كرة القدم.نت (الإنجليزية)
- برونو بيرنر على موقع كووورة